# Gustavia aethiopica
Gustavia aethiopica är en kvalsterart som beskrevs av Sandór Mahunka 1982. Gustavia aethiopica ingår i släktet Gustavia och familjen Gustaviidae. Inga underarter finns listade i Catalogue of Life.